# Jean Martianay
Jean Martianay est un écrivain bibliste et bénédictin français, né à Saint-Sever-Cap, dans le diocèse d’Aire, en 1647, mort à Paris en 1717.
Il apprend le grec et l’hébreu et enseigne l’exégèse biblique dans divers couvents de son ordre. Plein de douceur et d’aménité dans ses relations privées, dom Martianay accable de duretés et de sarcasmes, dans ses écrits, ceux qui se permettent d’avoir une opinion contraire à la sienne. C’est ainsi qu’il soutient des polémiques violentes avec les érudits Simon et Leclerc et avec le Père Pezron, abbé de La Charmoye. 

## Œuvres
On a de lui de nombreux ouvrages qui attestent plus de savoir et d’imagination que de jugement et d’esprit critique. Nous nous bornerons à citer de lui : Défense du texte hébreu et de la chronologie de la Vulgate (1689) ; Continuation de la défense du texte hébreu et de la Vulgate pour la véritable tradition des Églises chrétiennes (Paris, 1693) ; Traité de la connaissance et de la vérité de l’Écriture sainte (Paris, 1694 et suiv.) ; Traité méthodique ou Manière d’expliquer l’Écriture par le secours des trois syntaxes, la propre, la figurée et l’harmonique (Paris, 1704) ; Vie de saint Jérôme (Paris, 1706) ; Méthode sacrée pour apprendre à expliquer l’Écriture sainte par l’écriture même (Paris, 1716), etc.